# Chiesa di San Bartolomeo Apostolo (Terenzo)
La chiesa di San Bartolomeo Apostolo è un luogo di culto cattolico dalle forme moderniste, situato a Cella di Palmia, frazione di Terenzo, in provincia e diocesi di Parma; è sussidiaria della parrocchiale di San Pietro e Santa Maria della Pace di Marzolara e fa parte della zona pastorale della Montagna.

## Storia
Il luogo di culto fu originariamente edificato in epoca medievale; la cappella di Cella fu citata per la prima volta nel 1230 nel Capitulum seu Rotulus Decimarum della diocesi di Parma tra le dipendenze della pieve di Bardone.
Intorno al 1684 fu costruita la prima cappella di sinistra, intitolata a san Firmino.
Nel 1851 la chiesa, profondamente degradata, fu sottoposta a lavori di risistemazione; nel 1857 fu inoltre edificata la sagrestia in adiacenza al presbiterio.
Tra il 1876 e il 1880 il piccolo tempio fu modificato con la realizzazione delle volte di copertura della navata e l'aggiunta della cappella di destra.
Nei primi anni del XX secolo fu costruita la seconda cappella di sinistra, dedicata al battistero.
Nel 1952 la chiesa fu ristrutturata in forme liberty con la costruzione della nuova facciata e la sopraelevazione del campanile.

## Descrizione

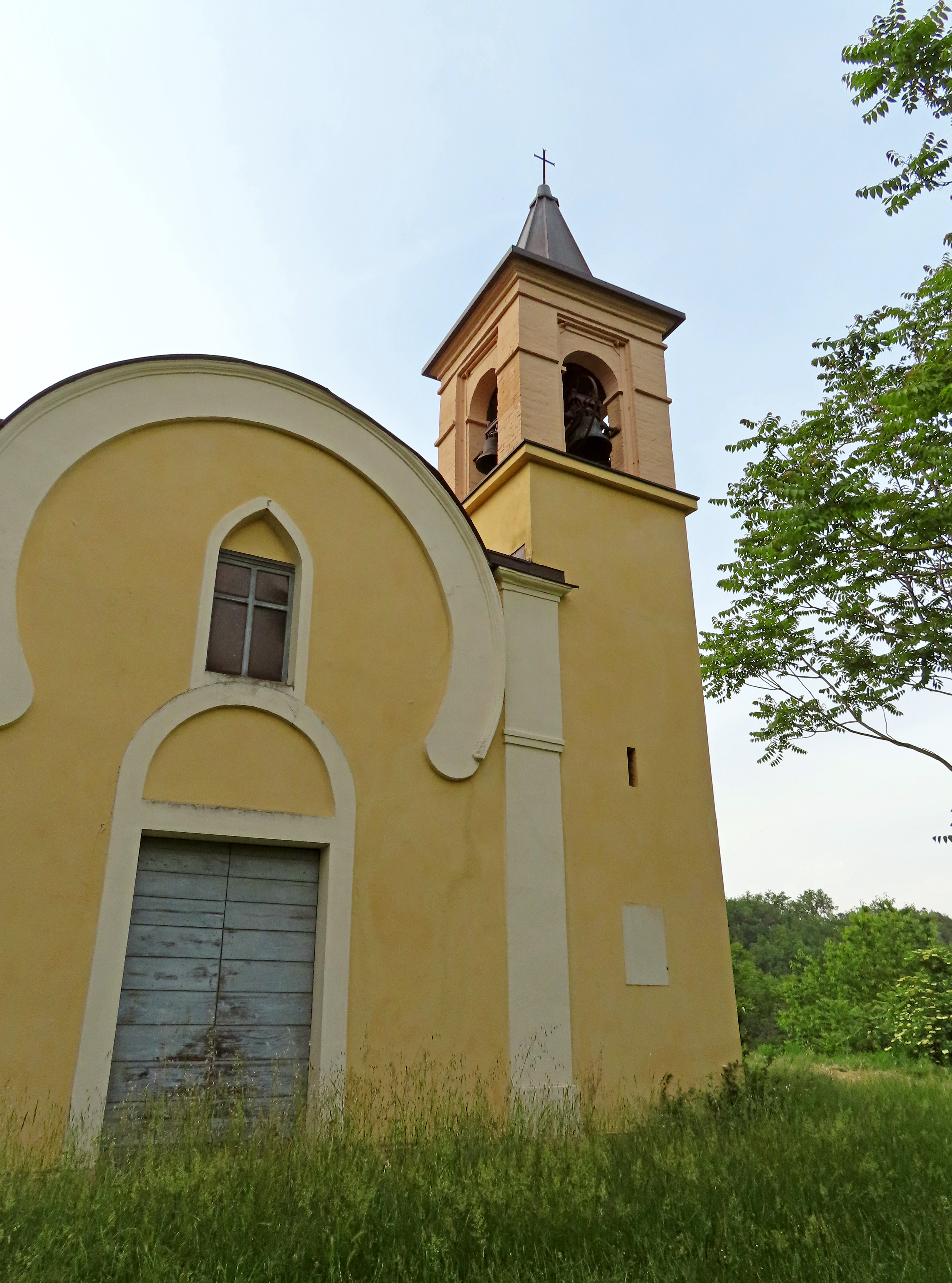
Facciata e campanile

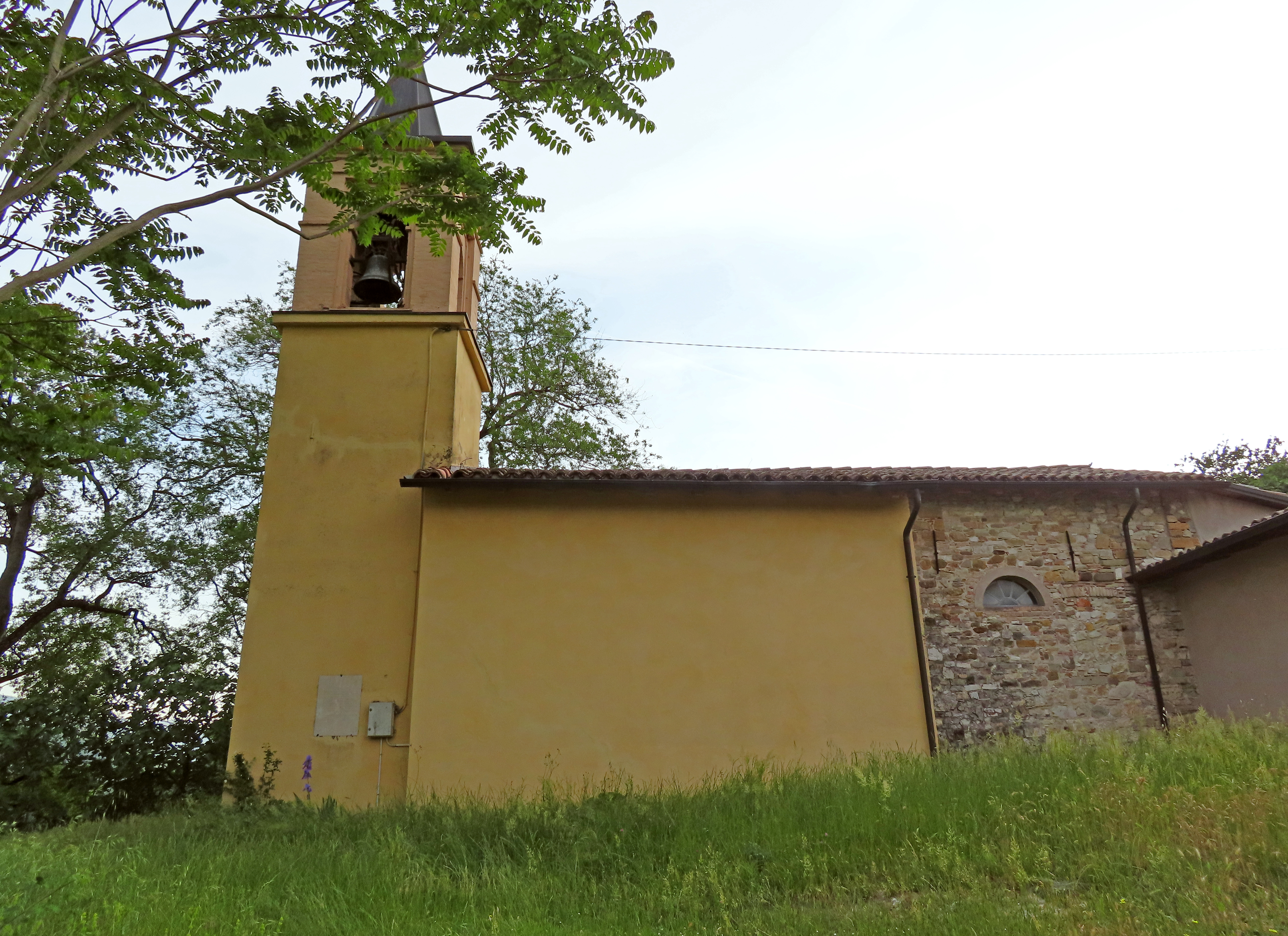
Lato nord-est

La piccola chiesa si sviluppa su un impianto a navata unica affiancata da una cappella sulla destra e due sulla sinistra, con ingresso a sud e presbiterio absidato a nord.
La simmetrica facciata, interamente intonacata, è delimitata da due lesene; al centro è collocato il portale d'ingresso, delimitato da una cornice in rilievo e sormontato da una lunetta; più in alto si apre una finestrella ad arco ogivale; a coronamento si staglia un frontone, con cornice circolare spezzata in basso.

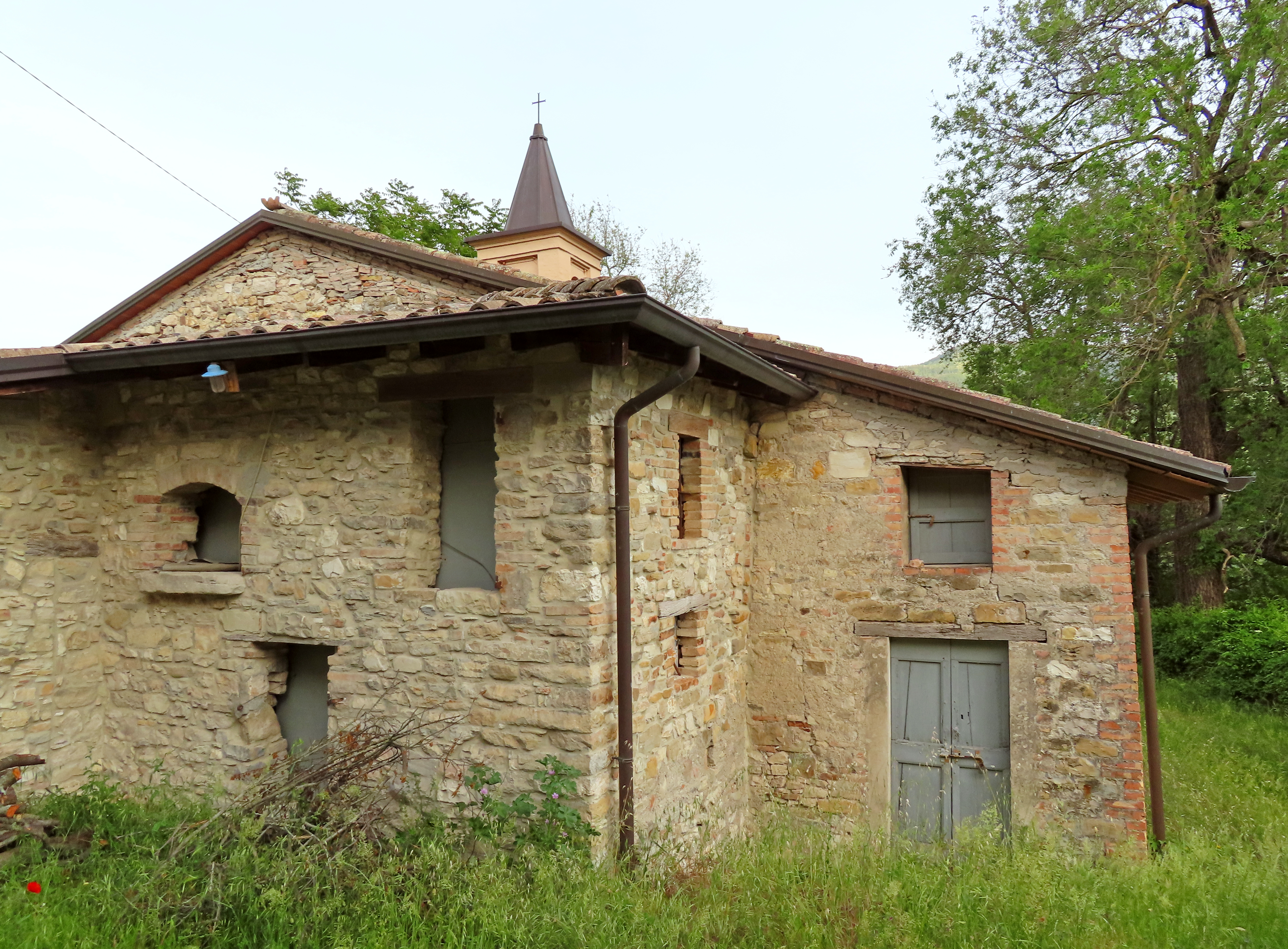
Retro

Sulla destra si eleva, in continuità col prospetto, il campanile a base quadrata; la cella campanaria si affaccia sulle quattro fronti attraverso ampie monofore ad arco a tutto sesto, aperte all'interno di nicchie rettangolari e delimitate da lesene; a coronamento si erge, oltre il cornicione in aggetto, una guglia a pianta ottagonale.
Dai fianchi, rivestiti in pietra, aggettano i volumi delle cappelle laterali.
All'interno la navata, coperta da una volta a botte lunettata, è affiancata da una serie di paraste doriche, a sostegno di ampie arcate a tutto sesto; le cappelle laterali si affacciano sull'aula attraverso aperture rettangolari, inquadrate da cornici modanate.
Il presbiterio, lievemente sopraelevato, è preceduto dall'ampio arco trionfale, retto da paraste doriche; l'ambiente, coperto da una volta a botte lunettata, accoglie l'altare maggiore ligneo a mensa, aggiunto intorno al 1980; i fianchi e la zona absidale sono decorati con lesene doriche a sostegno del cornicione perimetrale modanato.